# Gmach Główny Akademii Sztuk Pięknych w Krakowie
Gmach Główny Akademii Sztuk Pięknych – zabytkowy budynek w Krakowie w dzielnicy I, położony przy placu Jana Matejki 13 na rogu z ulicą Basztową 19, na Kleparzu. Główny budynek Akademii Sztuk Pięknych im. Jana Matejki.

## Historia
Przed zbudowaniem gmachu przy placu Matejki Szkoła Sztuk Pięknych zajmowała różne lokale m.in. przy ulicy Gołębiej 20, a później w dworku Jacentego Kochanowskiego przy ulicy Straszewskiego, przy obecnym rogu z ulicą Piłsudskiego. Dopiero w 1876 roku Gmina Miasta Krakowa ofiarowała Szkole grunt pod budowę nowego gmachu na Kleparzu. Projekt budynku sporządził architekt Maciej Moraczewski, ówczesny dyrektor budownictwa w Krakowie. Budowa rozpoczęła się w roku 1879, a została ukończona w 1880, kiedy to gmach uroczyście otwarto. Główną zasługę w powstaniu budynku miał ówczesny dyrektor Szkoły Sztuk Pięknych, Jan Matejko, który to później nalegał u władz miasta, aby budynek rozbudować, gdyż okazało się niedługo po otwarciu, iż obiekt jest za mały na potrzeby szkoły, tym bardziej że Matejko chciał przekształcić szkołę, wzorcem zachodnim w Akademię Sztuk Pięknych, czego udało się dokonać dopiero w 1900 roku, już po śmierci Matejki. Planów rozbudowy gmachu nie udało się zrealizować.
W czasach II wojny światowej i okupacji hitlerowskiej działalność Akademii Sztuk Pięknych została zawieszona, a w gmachu w latach 1939–1943 mieściła się Staatliche Kunstgewerbeschule Krakau, czyli artystyczna szkoła zawodowa założona przez władze okupacyjne w miejsce ASP. W latach 1976–1979 wykonano projekt nowego skrzydła od strony ulicy Paderewskiego, które wzniesiono w latach 1989–1998.
Na początku XXI wieku przeprowadzono serię remontów budynku, m.in. począwszy od 2004 roku remont konserwatorski elewacji, a w latach 2010-2012 remont dachu, w ramach którego po wielu latach na kopuły gmachu powróciły rzeźby gryfów. W gmachu głównym znajduje się Muzeum Akademii Sztuk Pięknych w Krakowie.
19 października 1965 budynek został wpisany do rejestru zabytków. Znajduje się także w gminnej ewidencji zabytków.

## Architektura
Lokalizacja gmachu związana była z przyjętą wówczas w Krakowie i w wielu innych miastach Monarchii Austro-Węgierskiej koncepcją urbanistyczną wzorowaną na rozwiązaniach z Wiednia, czyli tzw. „ringu” (w Krakowie dzisiejszej I obwodnicy) – reprezentacyjnej, miejskiej alei otaczającej średniowieczne centrum miasta, zabudowanej monumentalnymi i reprezentacyjnymi gmachami instytucji o randze miasta lub regionu, którego to miasto było centralnym ośrodkiem. 
Neorenesansowa elewacja składa się z ceglanej płaszczyzny budynku i okien w białych obramowaniach, które to na parterze i pierwszym piętrze przybierają kształt prostokątny, natomiast na drugim piętrze są zwieńczone łukiem półkolistym. Każde piętro od niższego jest oddzielone skromnym, białym gzymsem, a ponadto elewacja pod dachem jest zwieńczona gzymsem wyraźnie bardziej ubogaconym architektonicznie niż te poniższe. W centrum fasady umieszczono boniowany portal wejścia głównego, ponad którym znajduje się szczególnie wyróżnione spośród innych okno, w ozdobnym obramowaniu którego ponad oknem znajdują się m.in. płaskorzeźba Herbu Krakowa, rzymska data oddania budynku, a pod oknem popiersie Jana Matejki dłuta Jana Tombińskiego (1894). Dwa narożniki od strony placu Matejki podkreślono wysuniętymi ryzalitami, zwieńczonymi kopułami z rzeźbami gryfów – po 4 przy każdej kopule i iglicami.
Przy wejściu, po lewej stronie znajduje się również tablica poświęcona Janowi Matejce, wmurowana w 1938 roku – w setną rocznicę urodzin. Wewnątrz znajduje się także tablica poświęcona Stanisławowi Wyspiańskiemu, wmurowana w 1923 roku – w dwudziestą rocznicę objęcia przez artystę katedry na ASP. Głowę Wyspiańskiego na tablicy wyrzeźbił Konstanty Laszczka, którego to dziełem jest również płyta poświęcona Janowi Stanisławskiemu.
Skrzydło północne gmachu, wzniesione w latach 90. XX wieku, reprezentuje styl postmodernistyczny. Jego elewacja podzielona jest mocnymi pilastrami, zwieńczonymi fryzem górnej kondygnacji z kwadratowymi otworami okiennymi. Pogłębione przestrzenie pomiędzy pilastrami zapełniono oknami, które ozdobiono geometrycznie kształtowanymi frontonami, schodkowymi obramieniami i taflami szkła w podziale okładziny kamiennej. Okładzina, w odcieniu jasnej szarości i beżu, ma kratowy układ.
W Gmachu Głównym ASP znajdują się m.in. biura rektora i kanclerza, dziekanaty wydziałów malarstwa i rzeźby, galerie, archiwum ASP, lecz także pracownie artystyczne.

## Galeria

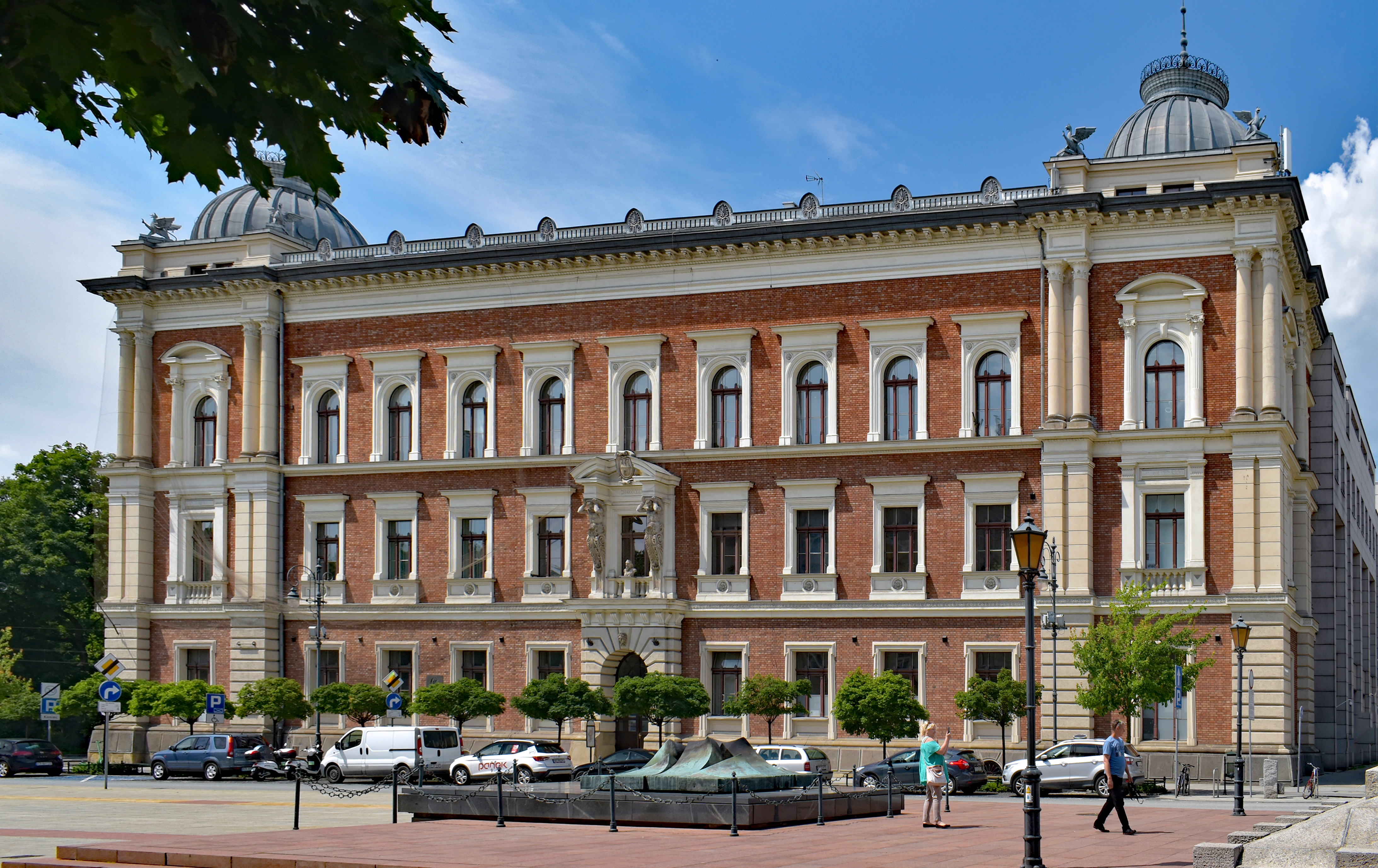
Fasada budynku od strony pl. Matejki
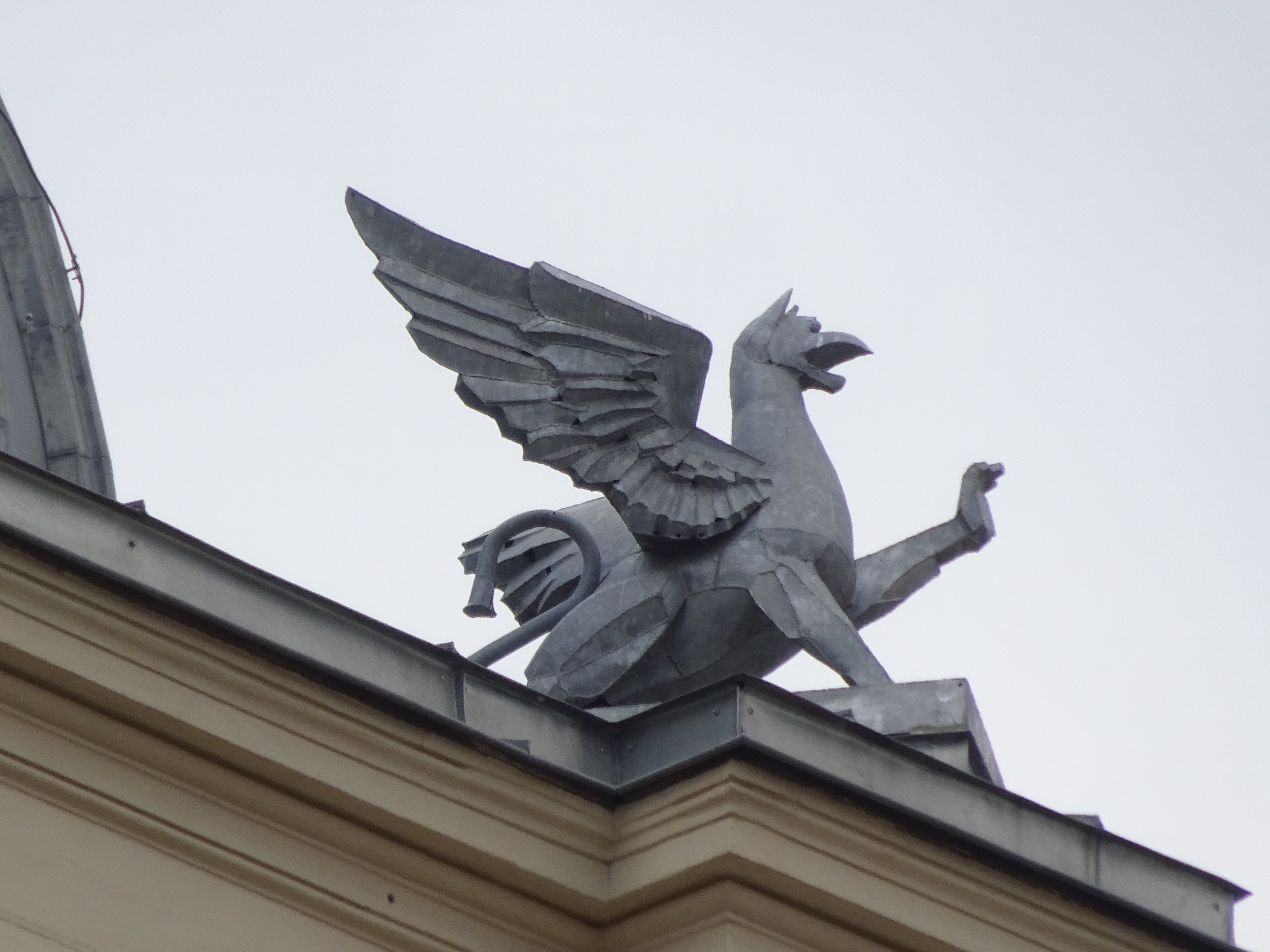
Jedna z rzeźb gryfów przy kopule
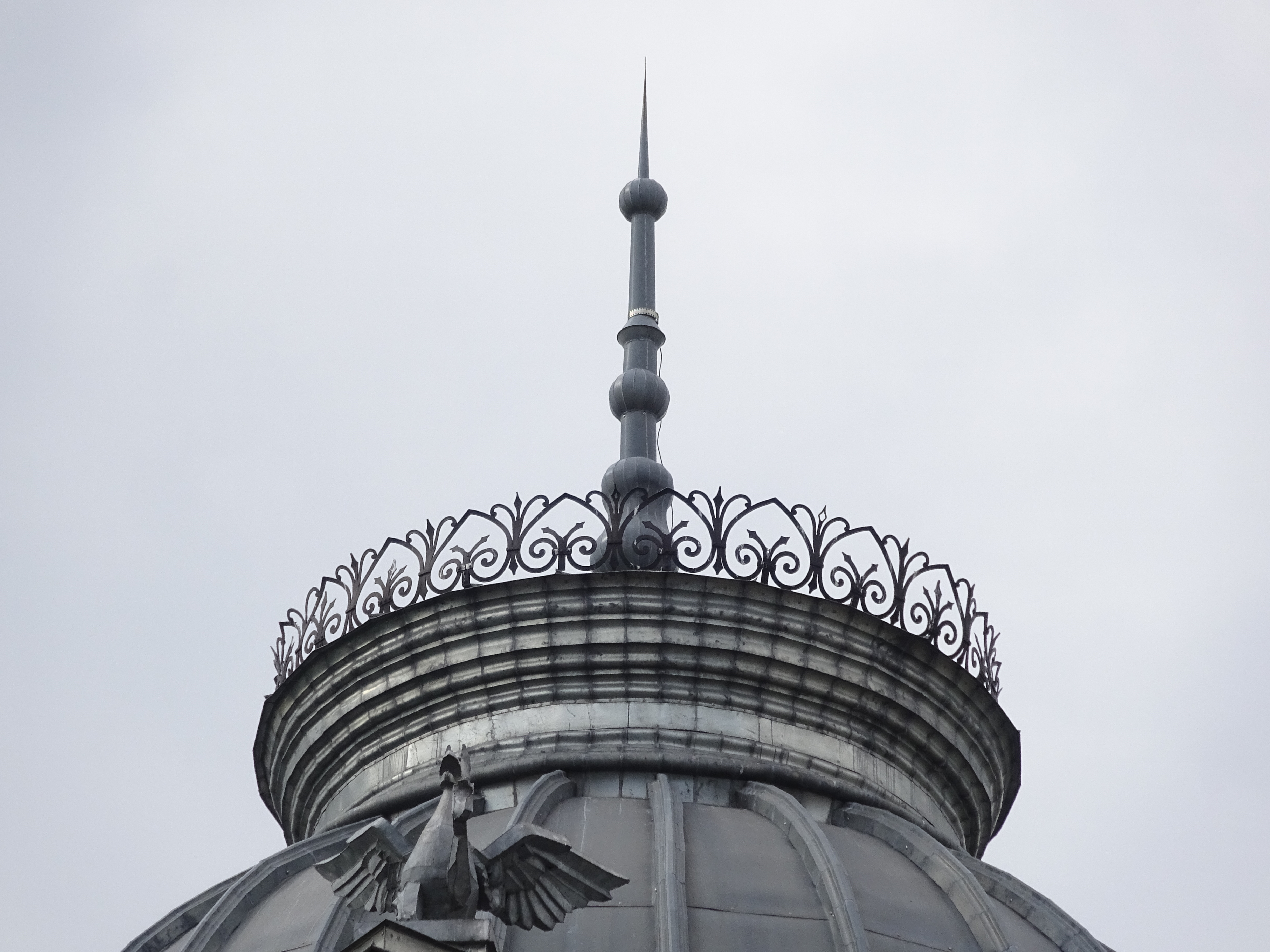
Zwieńczenie kopuły
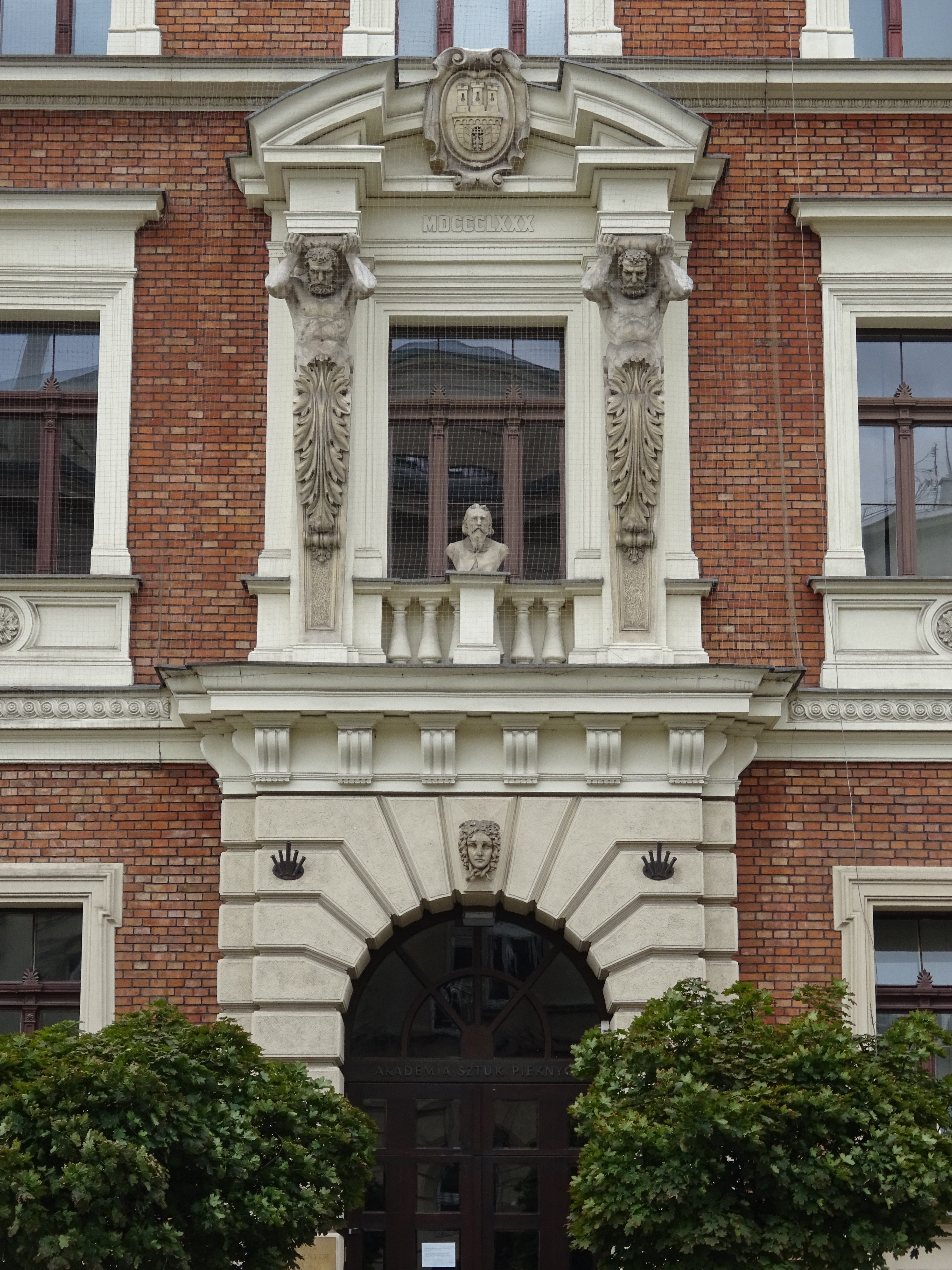
Portal, oprawa wejścia głównego
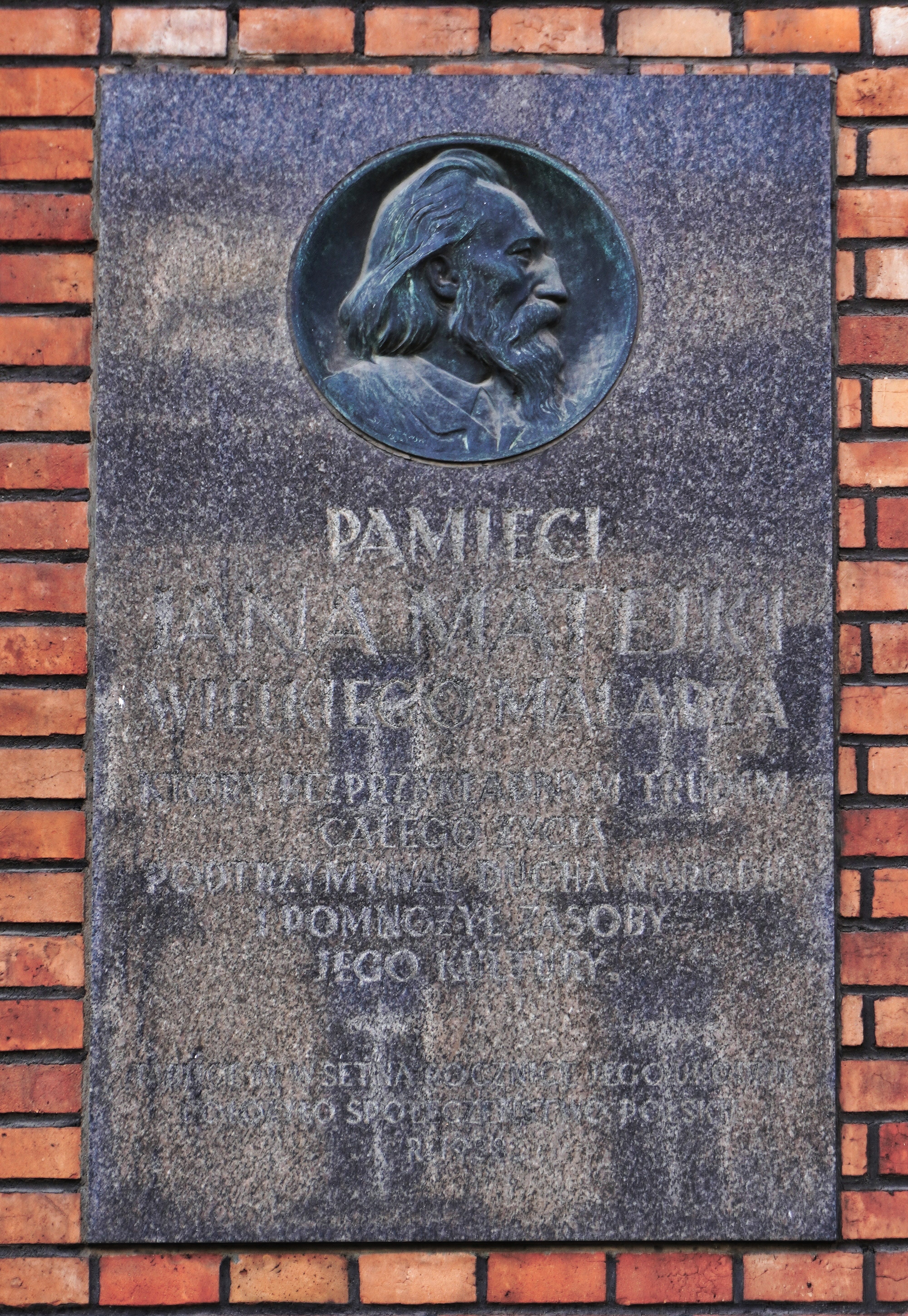
Tablica upamiętniająca Jana Matejkę